# Myszołów rdzawoskrzydły
Myszołów rdzawoskrzydły (Buteo lineatus) – gatunek drapieżnego ptaka z rodziny jastrzębiowatych (Accipitridae), zamieszkujący Amerykę Północną. Nie jest zagrożony wyginięciem.

## Podgatunki i zasięg występowania
Wyróżniono pięć podgatunków B. lineatus:
- myszołów rdzawoskrzydły[4] (B. lineatus lineatus) – wschodnia Ameryka Północna – od południowej Kanady po środkowe USA.
- B. lineatus alleni – południowo-środkowy Teksas do Karoliny Północnej i północnej Florydy (USA).
- B. lineatus extimus – południowa Floryda i Florida Keys (USA).
- B. lineatus texanus – południowy Teksas do południowo-wschodniego Meksyku.
- myszołów rdzawobrzuchy[4] (B. lineatus elegans) – południowy Oregon (USA) do Kalifornii Dolnej (Meksyk).

## Morfologia

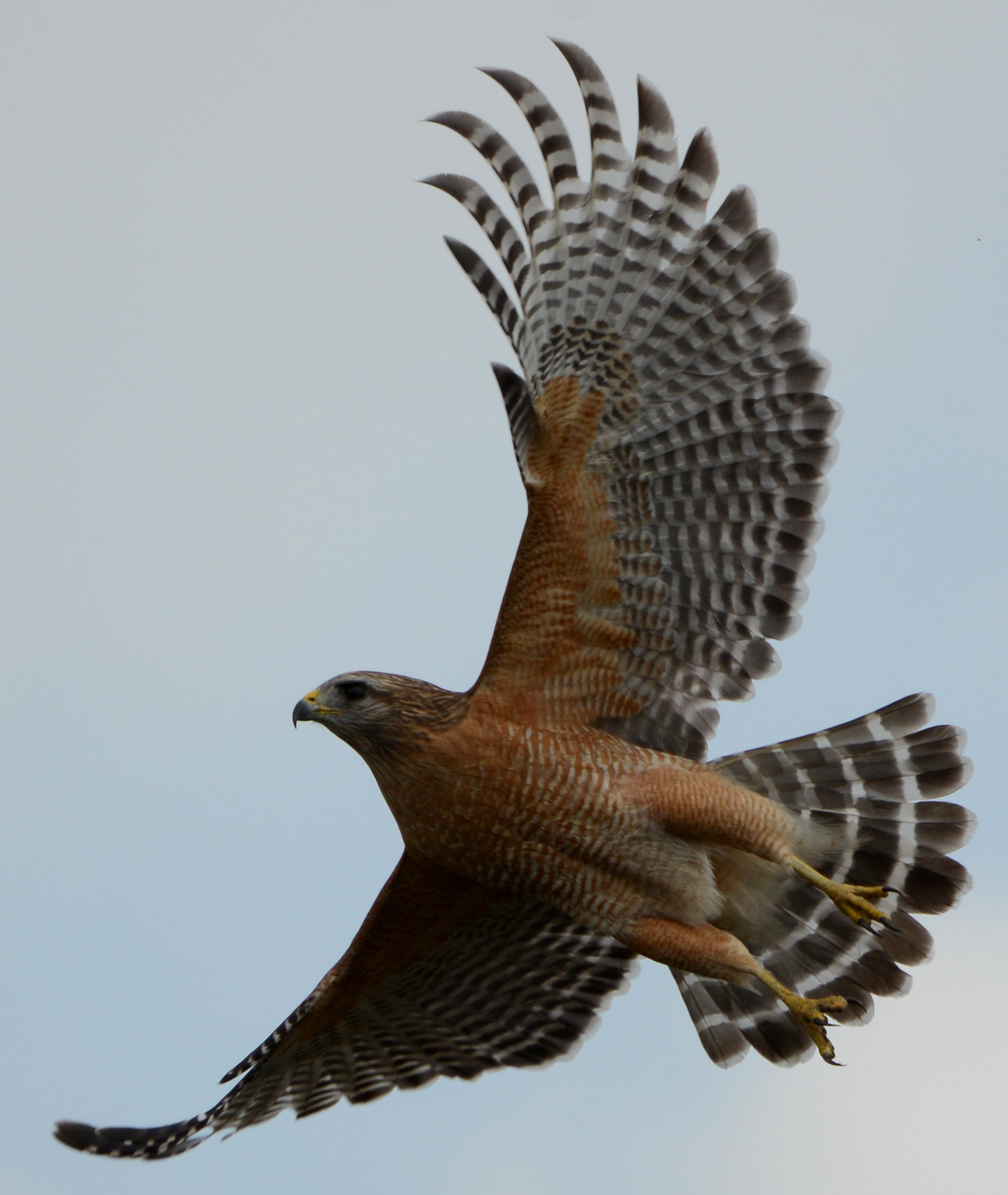
Myszołów rdzawoskrzydły w locie (Floryda)

Długość ciała 43–61 cm, rozpiętość skrzydeł 94–111 cm. Masa ciała 486–774 g.
Wąskie skrzydła, długi ogon. Wierzch ciała ciemny, głowa z rudym odcieniem, grzbiet i skrzydła ciemniejsze. Pierś oraz barki rdzawe, brzuch i boki ciała z rdzawymi prążkami. Ogon z ciemnymi, szerokimi prążkami. Obie płcie podobne.

## Ekologia i zachowanie
Występuje w wilgotnych i nadrzecznych lasach, zalesionych bagnach, otwartych lasach liściastych lub mieszanych oraz na obszarach podmiejskich. Populacje z północy zasięgu są wędrowne, populacje z południa zasięgu oraz z zachodnich USA i zachodniego Meksyku są przeważnie osiadłe.
Jest to ptak monogamiczny i terytorialny.
Sezon lęgowy trwa od kwietnia do lipca. Masywne gniazdo zbudowane z patyków, wyłożone korą, liśćmi i porostami, umieszczone jest w połowie wysokości dużego drzewa. Pary często wykorzystują to samo gniazdo w kolejnych latach. W zniesieniu 2–4 jaja, okres inkubacji trwa 27–28 do 33 dni. Pisklęta są w pełni opierzone po 35–39 dniach, w Kanadzie dopiero po około 45 dniach. Młode stają się w pełni niezależne po 17–19 tygodniach od wyklucia. Do lęgów po raz pierwszy przystępują w wieku jednego roku lub później.
W skład diety myszołowa rdzawoskrzydłego wchodzą: norniki, myszy, ryjówki, ptaki, węże, żaby, jaszczurki, ryby, raki, pająki, gąsienice, koniki polne, chrząszcze i dżdżownice.

## Status
Międzynarodowa Unia Ochrony Przyrody (IUCN) uznaje myszołowa rdzawoskrzydłego za gatunek najmniejszej troski (LC – least concern) nieprzerwanie od 1988 roku. Trend liczebności populacji uznaje się za wzrostowy.